# Zagłębie Sosnowiec (lední hokej)
HK Zagłębie Sosnowiec je profesionální polský hokejový klub. Byl založen v roce 1937.

## Historické názvy
- 1933 – Sosnowieckie Towarzystwo Sportowe „Unia”
- 1945 – KS Rejonowa Komenda Uzupełnień Sosnowiec (Klub Sportowy Rejonowa Komenda Uzupełnień Sosnowiec)
- 1949 – KS Stal Sosnowiec (Klub Sportowy Stal Sosnowiec)
- 1962 – GKS Zagłębie Sosnowiec (Górniczy Klub Sportowy Zagłębie Sosnowiec)
- 1998 – STH Zagłębie Sosnowiec
- 2001 – TRH Zagłębie Sosnowiec
- 2003 – UKS Sielec Sosnowiec (Uczniowski Klub Sportowy Sielec Sosnowiec)
- 2005 – UKS ZSME Zagłębie Sosnowiec
- 2007 – Pol–Aqua KH Zagłębie Sosnowiec (Pol–Aqua Klub Hokejowy Zagłębie Sosnowiec)
- 2011 – Zagłębie Sosnowiec S.S.A.
- 2014 – HK Zagłębie Sosnowiec

## Úspěchy
- Mistr Polské ligy: 1980, 1981, 1982, 1983, 1985
- Vítěz 1. polské národní hokejové ligy: 2005